# Richard Huschke

Richard Huschke (1921)

Richard Huschke (* 6. August 1893 in Berlin; † 11. Januar 1980 in Calw) war ein deutscher Radrennfahrer, Bruder von Adolf Huschke.
Richard Huschke war gemeinsam mit seinem Bruder Adolf einer der erfolgreichsten deutschen Straßenrennfahrer vor und nach dem Ersten Weltkrieg. Beide waren Mitglied des Berliner Vereins BBC Germania. Er war Profi von 1911 bis 1929. 1922 und 1925 wurde er Deutscher Straßenmeister.  Im Jahre 1924 gewann er gemeinsam mit Franz Krupkat das 12. Berliner Sechstagerennen. Dabei fuhren die beiden den bis heute ungebrochenen Rekord von 4544,2 km.
In den 1920er Jahren war „König Richard“ so populär, dass Fahrradfirmen Notgeld mit seinem Bildnis druckten. Huschke starb an den Folgen einer Prostata-Operation.